# Sebevražda hromadným jevem společenským moderní osvěty
Sebevražda hromadným jevem společenským moderní osvěty (německy Der Selbstmord als soziale Massenerscheinung der Gegenwart, doslova Sebevražda jako masový sociální jev přítomnosti) je kniha českého filozofa a státníka Tomáše Garrigua Masaryka, ve které autor analyzoval stoupající tendence k sebevraždám v moderní společnosti. Poprvé byla kniha vydána v roce 1881 v německém znění, v roce 1904 pak byla vydána i ve znění českém.

## Obsah díla
Ve svém díle si Masaryk všímal stoupající sebevražednosti v moderní společnosti jeho doby a za úkol si kladl tento jev analyzovat a vysvětlovat. Příčiny stále rostoucího trendu sebevražd se snažil nalézt v přírodních, geografických, hospodářských i sociálních faktorech, které na tehdejší společnost působily. Hlavní a nejsilnější důvod této „choroby“, jak ji Masaryk nazýval, však viděl v úpadku zbožnosti lidí v současné společnosti a v nedostatku mravních zákonů, kterými by se mohli řídit.
Masaryk současnou společnost vnímal jako společnost vzdělanou, avšak z velké většiny vzdělanou pouze napůl. Největší část obyvatelstva měla základní znalosti, které získala ve škole, ale vyšší konkrétní cíle ve svém životě neměla. Lidé však byli schopní přemýšlet o smyslu vlastního bytí, a to právě bylo zásadní cestou k jejich možné vnitřní nespokojenosti, která mohla vést až k sebevraždě.
Masaryk porovnával moderního člověka s divochem, u kterého se sebevražedné tendence spíše neobjevovaly. Hlavní rozdíl mezi těmito dvěma typy lidí byl v nahlížení na okolní svět. Zatímco divoch celý svůj život zaměřoval na svět okolní, který poznával především smyslově, moderní člověk vše kolem sebe vztahuje k vlastnímu niternému světu, který ho nutí pokládat si existenciální otázky. Otázky o smyslu vlastního života pak mohou člověka často zavést k negativním myšlenkám a k pochybnostem vedoucím ke sklíčenosti. Dokud bylo v lidské společnosti v průběhu dějin přítomno náboženství, které dávalo lidem ochranu a určovalo jim mravní pravidla, byl člověk jako takový podle úsudku T. G. Masaryka od chmurných myšlenek ochráněn. Problémem moderní společnosti je podle něj právě ztráta víry v Boha a s ním spojená ztráta morálních ukazatelů, kterými by se člověk mohl řídit.

### Dostupnost díla online
- MASARYK, Tomáš Garrigue. Sebevražda hromadným jevem společenským moderní osvěty. Praha: Jan Laichter, 1904. 351 s. Dostupné online.